# Hamamelis japonica
Espèce
Classification phylogénétique
Hamamelis japonica est une espèce de plantes ligneuses de la famille des Hamamelidaceae.

## Description
Il s'agit d'un arbuste à feuilles caduques de 3 à 4 m de haut, mais pouvant atteindre jusqu'à 10 m.
Ses feuilles sont dentelées ou lobées, et mesurent de 8 à 15 cm de long.
La floraison est hivernale à printanière : de février à début avril. Les fleurs de cette espèce, généralement jaunes, sont parfumées. Elles sont constituées de 4 pétales étroits de 2 cm de long et de 4 étamines.
Le fruit se présente sous la forme d'une capsule déhiscente fortement lignifiée mesurant 10 à 12 mm, qui explose à maturité et projette deux graines noires, parfois à plus de 10 m de distance.
L'espèce compte 12 paires de chromosomes.
Plusieurs variétés botaniques sont répertoriées :
- Hamamelis japonica f. auriflora Satomi (1988)
- Hamamelis japonica var. bitchuensis (Makino) Ohwi (1953)
- Hamamelis japonica f. discolor (Nakai) Ohwi ex H.Ohba (2001) - synonyme : Hamamelis obtusata var. discolor Nakai
- Hamamelis japonica subsp. megalophylla (Koidz.) Murata (1939) - synonyme : Hamamelis megalophylla Koidz.
- Hamamelis japonica. f. obtusata (Makino) H.Ohba (2001) - synonyme : Hamamelis obtusata Makino

## Distribution
Cette plante est originaire du Japon et de Chine ; elle est maintenant présente dans toutes les régions tempérées (en plante d'ornement).

## Utilisation
Cette espèce est très appréciée pour sa floraison hivernale abondante et son parfum. Elle résiste à des températures de - 20 °C. De nombreuses variétés horticoles sont maintenant commercialisées : 'Arborea', 'Brentry', 'Pendula', 'Robin', 'Sulphurea', 'Zuccariniana'...

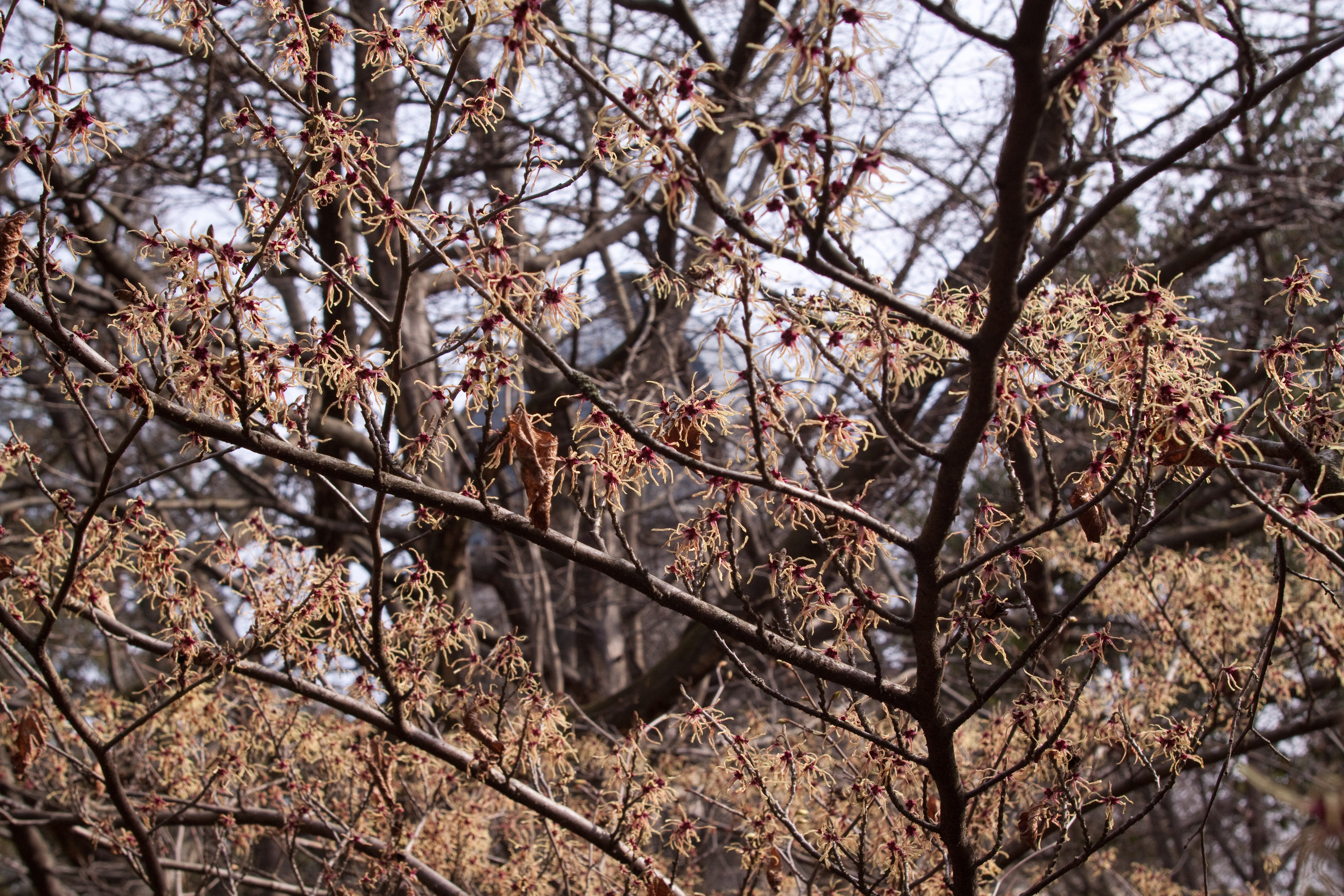
Floraison
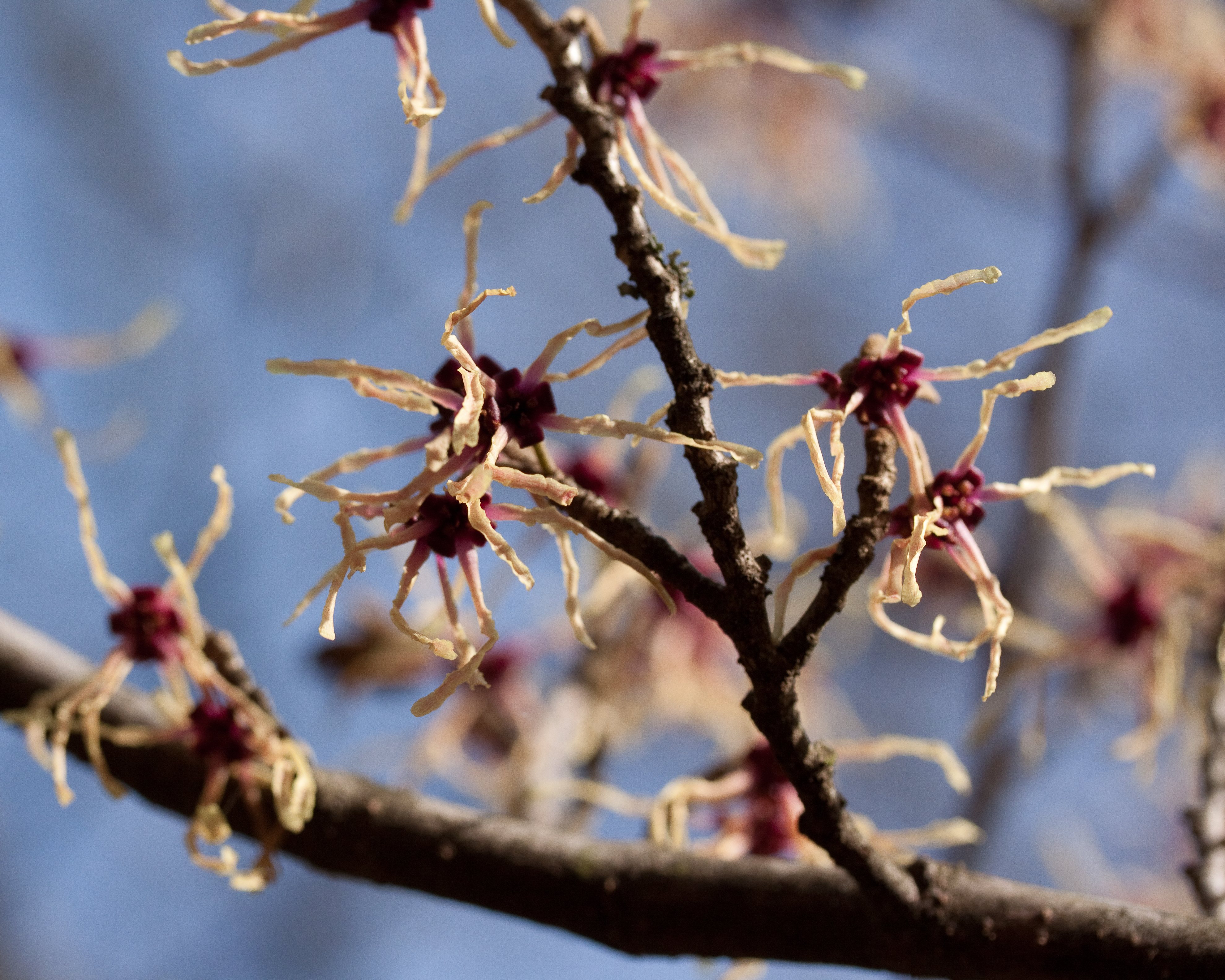
Fleurs
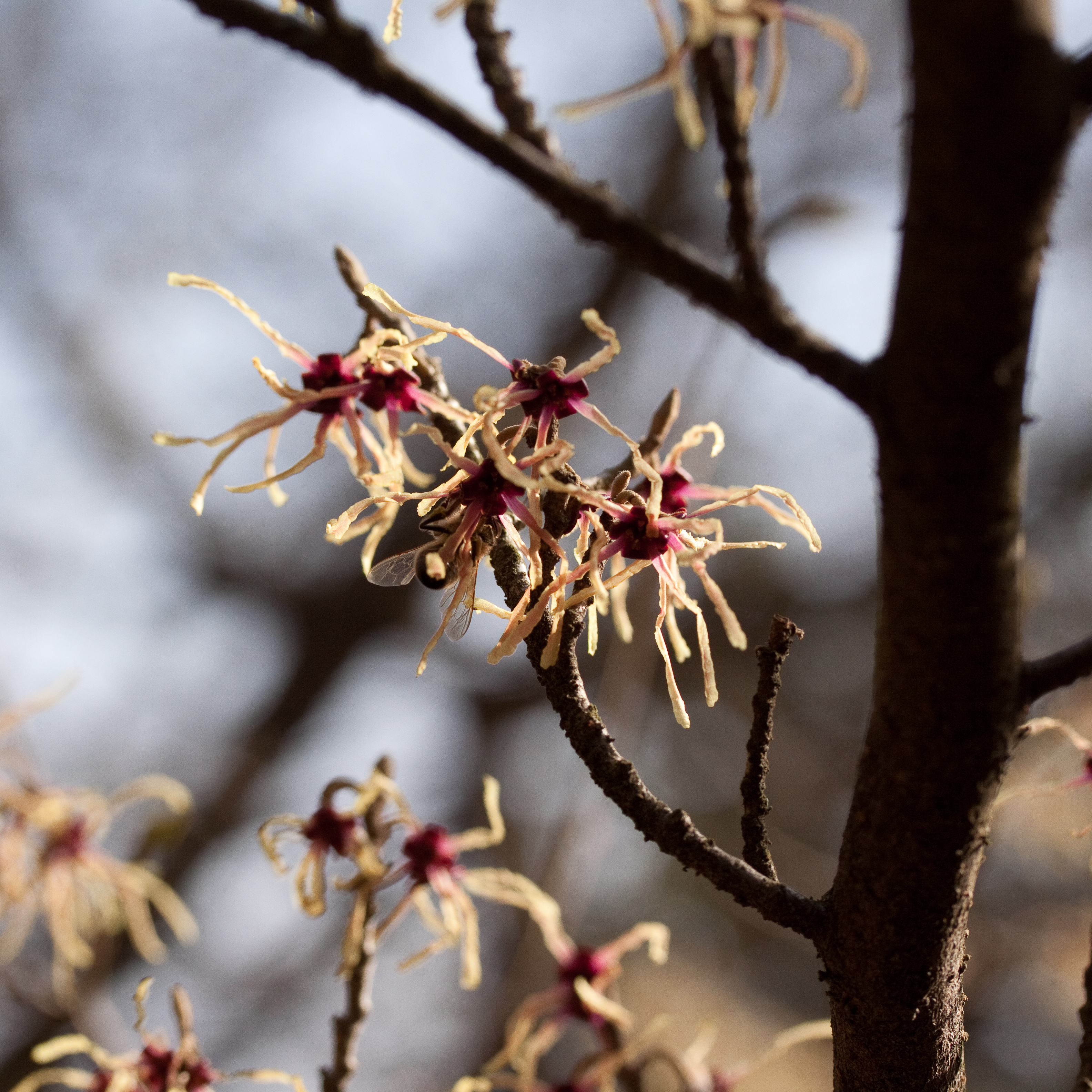
Fleurs